# Kinoshita (Klan)

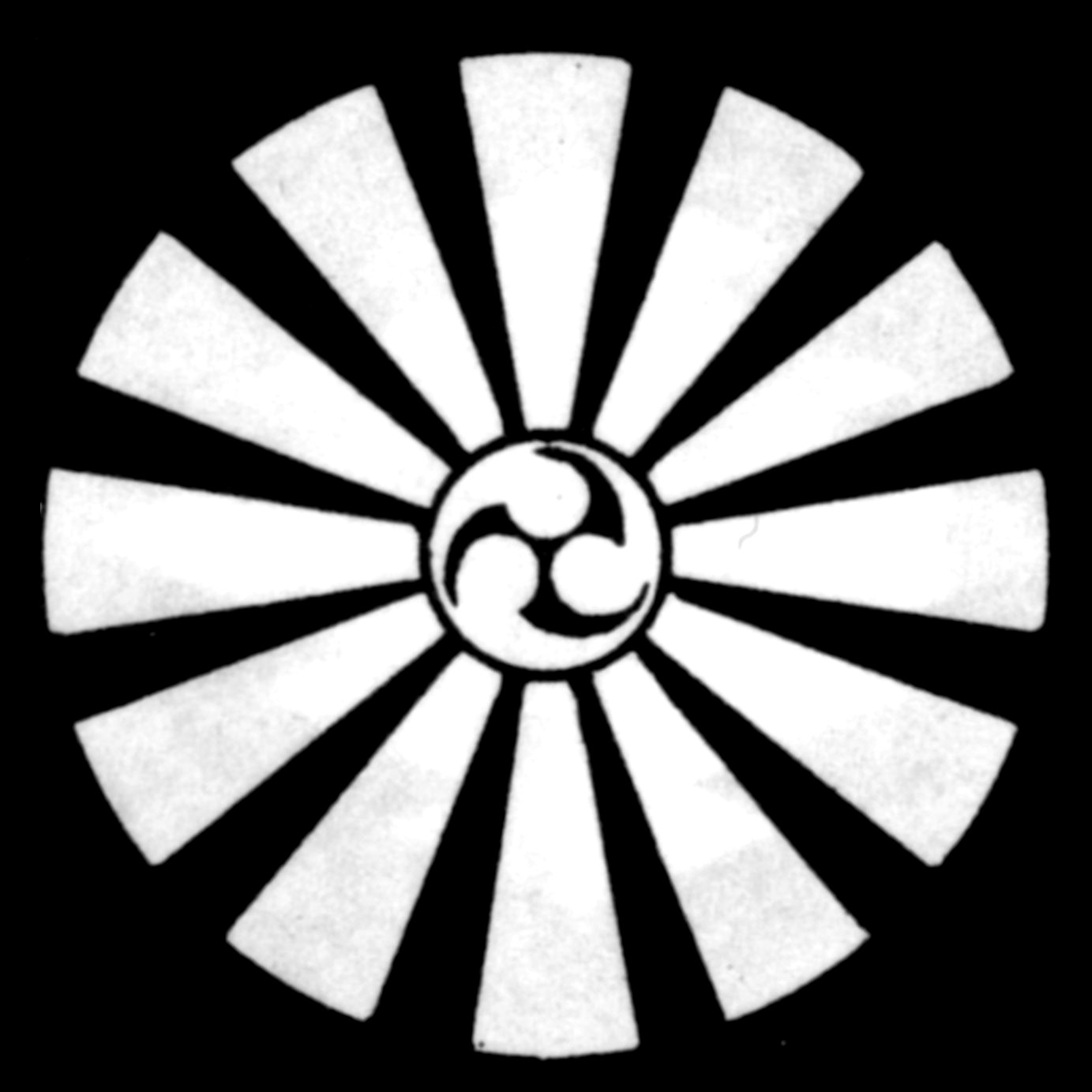
Wappen der Ashimori-Kinoshita

Wappen der Hiji-Kinoshita (Kreisel)

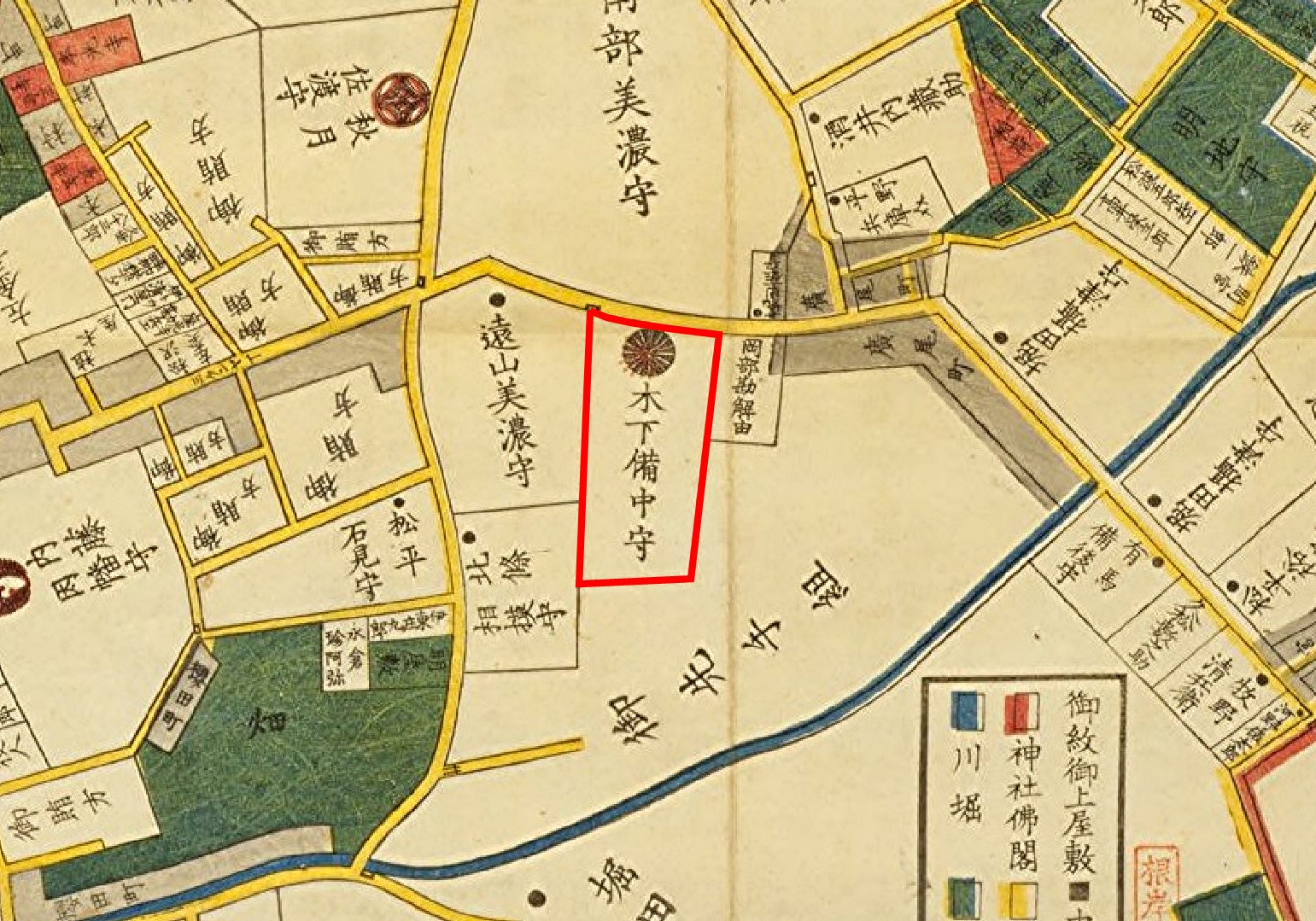
Residenz der Ashimori-Kinoshita in Edo

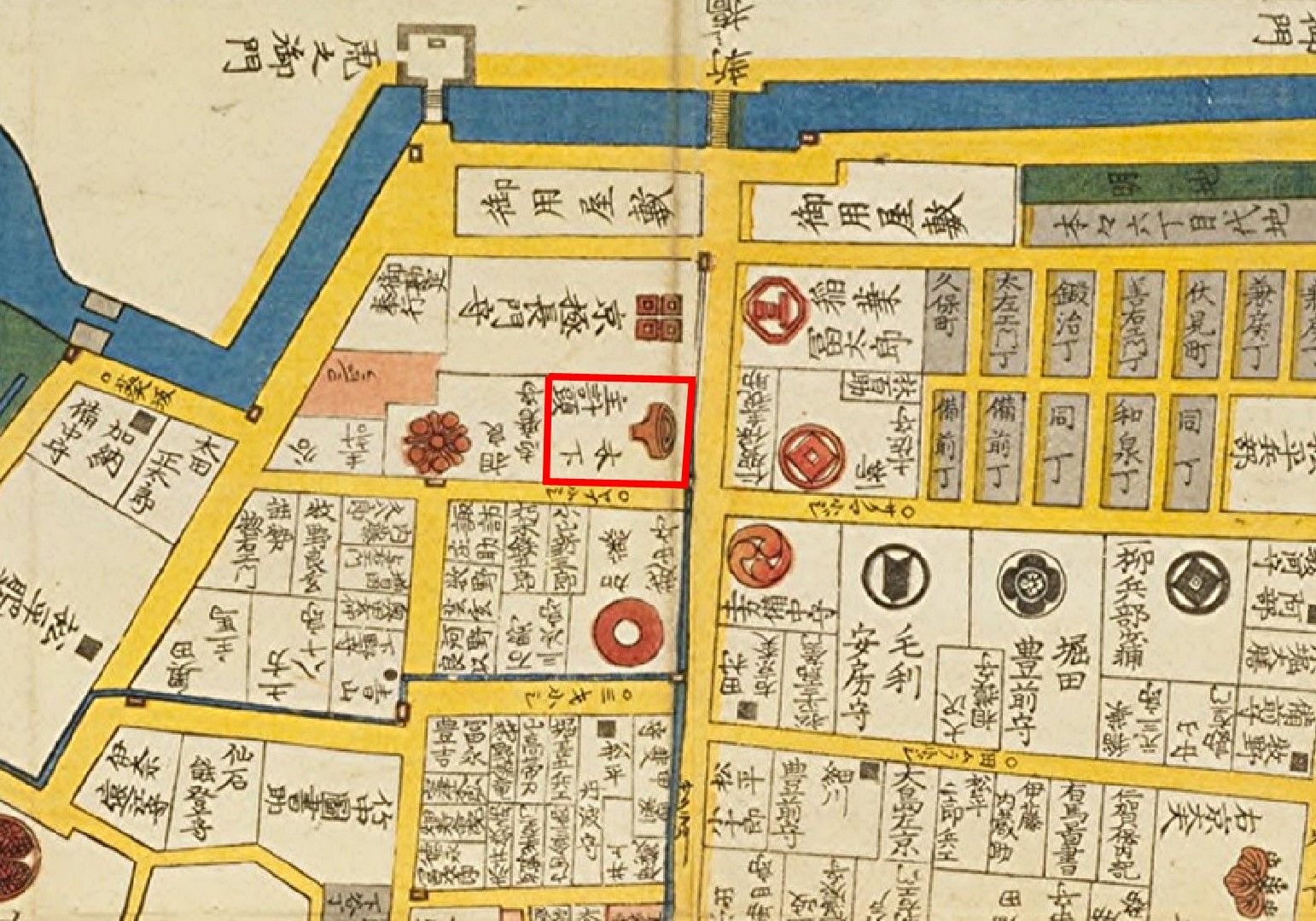
Residenz der Hiji-Kinoshita in Edo

Die Kinoshita (japanisch 木下氏, Kinoshita-shi) waren eine Familie des japanischen Schwertadels (Buke) aus Nakamura (Provinz Owari).
Der noch junge und unbekannte Toyotomi Hideyoshi heiratete eine Schwester Kinoshita Iesadas und nannte sich Kinoshita, bevor er seinen Namen 1575 in Hashiba änderte. Diese Beziehung war der Grund für den Aufstieg der Kinoshitas, die – ohne große Familientradition – mit einem Einkommen von 30.000 Koku in Hiji (Ōita) und in Ashimori residierenden Kinoshita zu den nicht ganz kleinen Tozama-Daimyō der Edo-Zeit gehörten.

## Genealogie
- Iesada (家定; 1543–1608) diente seinem Schwager Hideyoshi und erhielt 1585 Himeji (Harima) mit 40.000 Koku. Im Jahr 1600 wurde er mit einem auf 25.000 Koku reduzierten Einkommen nach Ashimori (Bitchū) versetzt
  - Katsutoshi (勝俊; 1568–1649), Iesadas ältester Sohn, erhielt die Burg Tatsuno (Harima). Er begleitete Hideyoshi bis nach Nagoya (Hizen), als dieser zum Korea-Feldzug aufbrach. 1594 erhielt er Obama mit 80.000 Koku und die Provinz Wakasa. Nach dem Tod seines Vaters erhielt er Ashimori, wurde jedoch bereits 1609 während der Auseinandersetzung um die Hideyoshi-Nachfolge in der er sich gegen Ieyasu stellte abgesetzt. Katsutoshi zog sich nach Kyoto zurück und nannte sich Chōchōshi (長嘯子). Er entwickelte einen Geschmack für Dichtkunst und publizierte mehrere Bücher. 1588 war er auf den Namen Petro getauft worden.
  - Toshifusa (利房; 1573–1637), zweiter Sohn Iesadas, erhielt 1594 Takahama (Wakasa) mit 30.000 Koku. Er wurde 1600 abgesetzt, da auch er sich gegen Ieyasu gestellt hatte. Aber 1614, als es um die Belagerung von Ōsaka ging, schloss er sich der Armee des Shogun an. Dafür erhielt er im nächsten Jahr die Domäne von Ashimori mit 25.000 Koku für seine Familie zurück.
    - Toshimasa (利富; 1602–1661) folgte seinem Vater in Ashimori. Begeistert von der Fechtkunst mit langen Lanzen (槍術, sōjutsu) begründete er eine Richtung, die als Kinoshita-ryū in die Geschichte eingegangen ist. Seine Nachkommen residierten bis 1868 in Ashimori. Danach Vizegraf.

  - Nobutoshi (延俊; 1577–1624), dritter Sohn Iesadas, stellte sich 1600 auf die Seite Ieyasus und wurde mit der Belagerung von der Burg Fukuchiyama (Tamba) beauftragt, die von Onoki Shigetoshi gehalten wurde. Nobutoshi konnte die Burg erobern und erhielt dafür Hiji (Bungo) mit 25.000 Koku. Dort residierten seine Nachkommen bis 1868. Danach Vizegraf.